# Brachymyrmex goeldii
Brachymyrmex goeldii är en myrart som beskrevs av Auguste-Henri Forel 1912. Brachymyrmex goeldii ingår i släktet Brachymyrmex och familjen myror. Inga underarter finns listade.